# Capitole de l'État de Rhode Island
Le Capitole de l'État de Rhode Island est située à Providence. Ce bâtiment fut dessiné par le cabinet d'architectes McKim, Mead and White. Construit de 1895 à 1904, il devient le septième Capitole de l'État de Rhode Island et le deuxième situé à Providence.

## Architecture
Le dôme central est le quatrième plus grand dôme de marbre autoportant (self supporting) du monde derrière ceux de la basilique Saint-Pierre à Rome, du Capitole de l'État du Minnesota à Saint Paul et du Taj Mahal en Inde.

## Locaux des instances politiques
La chambre des représentants de l'État se trouve dans l'aile ouest du bâtiment tandis que celle du sénat de l'État est située dans l'aile est.

## Sculptures et peintures
Elizabeth Buffum Chace a un buste dans le Capitole ; elle est l'une des deux premières femmes à en avoir un dans ce bâtiment, avec Christiana Carteaux Bannister.
Un buste en bronze de l'entrepreneuse et abolitionniste Christiana Carteaux Bannister, basé sur un portrait peint par son époux Edward Mitchell Bannister, a été placé dans le Capitole en décembre 2002.